# Акшай Кумар
Акшай Кумар (англ. Akshay Kumar, настоящее имя Раджив Хариом Бхатия; род. 9 сентября 1967 года) — индийский киноактёр, продюсер.
Лауреат премий Filfare за лучшее исполнение отрицательной роли 2002 и лучшее исполнение комической роли 2006 года. Награждён четвёртой по высоте гражданской наградой Индии Падма Шри в 2009 году.

## Биография
Раджив Хари Ом Бхатия родился 9 сентября 1967 года в Амритсаре (Пенджаб) в пенджабской семье среднего класса. Учился в Don Bosco School, а затем в Khalsa College, где заинтересовался спортом. Некоторое время Кумар преподавал боевые искусства в Мумбаи. Один из его студентов оказался фотографом и порекомендовал ему заняться модельной карьерой. Участвуя в рекламных фотосъёмках, Акшай Кумар получил возможность сделать собственное портфолио, фотографии из которого он рассылал в офисы кинопродюсеров.
14 января 2001 года женился на Твинкл Кханна. У них есть сын Аарав, который родился 15 сентября 2002, и дочь Нитара Кханна Бхатия (среднее имя, девочка получила в честь дедушки — Раджеша Кханны), родившаяся 25 сентября 2012 года.

## Карьера
Как актёр Акшай Кумар дебютировал в 1991 году в фильме «Клятва». Его первым хитом стал триллер «Неудачное похищение» 1992 года. В 1994 году Кумар закрепил свой успех, снявшись в боевиках «Не пытайся меня переиграть» и «Шакал». В том же году Яш Чопра подписал с ним контракт на романтический фильм «С любовью не шутят», который имел успех. В 1995 году помимо нескольких неудачных фильмов он снялся в третьем фильме из серии «Khiladi» — «Лучший игрок», который стал хитом. В следующем году он принял участие в четвёртом фильме серии, который назывался «Король игроков». Фильм стал одним из самых кассовых фильмов года.
В 1997 году Акшай был номинирован на Filmfare Award за лучшую мужскую роль второго плана за свою работу в фильме «Сумасшедшее сердце». В том же году он сыграл комедийную роль в пятом фильме в серии «Khiladi» — «Игроки». В отличие от своих предыдущих фильмов со словом «Khiladi» в названии, этот фильм провалился в прокате. Так же, как и этот фильм, следующие ленты из серии «Khiladi» не имели успеха, вплоть до «Игрока 786» 2012 года, ставшего «полухитом».
В 1999 году Акшай Кумар получил признание критиков за роли в фильмах «Криминальный роман» и «Зверь». В следующем году он снялся в комедии «Горе-вымогатели» и позднее в том же году — в мелодраме «Биение сердца», чем продемонстрировал свою способность сниматься как в комедиях, так и в боевиках и романтических фильмах.
В 2001 году он выиграл свою первую награду Filmfare за роль в фильме «Коварный незнакомец». После своего успеха с «Горе-вымогатели», он снялся в главной роли в нескольких комедиях «У любви нет цены» (2002), «Выходи за меня замуж» (2004) и «Специи любви» (2005). Фильм «Специи любви» принёс ему вторую премию Filmfare, на этот раз за лучшую комедийную роль.
Помимо боевиков, комедий и любовных историй, Кумар играл и драматические роли в таких фильмах, как «Узы любви» (2001), «Опасная игра» (2002), «Неверная» (2005) и «Наперегонки со временем» (2005). В 2007 году сразу несколько фильмов, в которых он участвовал, стали кассовыми хитами: «Здравствуй, Лондон», «Привет, малышка!», «Лабиринт», а также «Добро пожаловать». В 2008 году, несмотря на кассовый провал фильма «Отчаянные», его следующий фильм «Король Сингх» исправил положение, став хитом.
Помимо своего успеха в киноиндустрии Акшай Кумар также пользуется успехом на телевидении. В 2008 году он был ведущим в индийской версии шоу «Фактор страха», «Fear Factor — Khatron Khe Khiladi». Он также открыл своё собственное кинопроизводство Hari Om Productions, а фильм «Король Сингх» стал его первым проектом.
В 2015 году вышли несколько фильмов с его участием: первый — «Найти и обезвредить», где Акшай исполнил роль спец-агента, который выполняет в Пакистане задание по поиску террориста. Фильм стал кассовым хитом, но в Пакистане его запретили. Фильм «Месть вне закона», где он сыграл профессора Адитью, борющегося с коррупцией под псевдонимом Габбар, тоже стал хитом. В спортивной драме «Братья» его герой — учитель физики и отец девочки с ограниченными возможностями, решивший принять участие в соревновании по смешанным единоборствам, и в финальном поединке столкнувшийся с собственным братом. Это был четвёртый фильм Акшая в сотрудничестве с Джеки Шроффом, и второй — в сотрудничестве с Жаклин Фернандез, а также первый под баннером Dharma Productions. Последним фильмом того года стал «Блистательный Сингх».
В 2016 году у Акшая вышли три фильма: «Воздушная перевозка», рассказывающая о бизнесмене, который помог эвакуировать индийцев из Кувейта и имевшая коммерческий успех; «Полный дом 3», где он сыграл близнецов, также имевший успех в прокате; и «Рустом», где он исполнил роль морского офицера, застрелившего любовника жены. «Рустом» имел успех в кассе и у критиков, и принёс актёру Национальную кинопремию.
2017 год стал ещё успешнее, чем 2016, когда на эракны вышли два фильма с участием Акшая: Jolly LLB 2, являющийся продолжением фильма 2013 года, и Toilet: Ek Prem Katha, затрагивающий проблему отсутствия уборных в сельской местности. Оба фильм имели коммерческий успех.
В настоящий момент Акшай снимается в фильме Padman в паре с Сонам Капур; трёхъязычном фильме «2.0», выход которого намечен на 2018 год, где он впервые появится в качестве антагониста; фильме Gold, рассказывающем о спортсмене, завоевавшем первую олимпийскую медаль, представляя независимую Индию.

## Фильмография

### Актёр
| Год  |   | Русское название           | Оригинальное название            | Роль                               |
| ---- | - | -------------------------- | -------------------------------- | ---------------------------------- |
| 1987 | ф |                            | Aaj                              | инструктор карате                  |
| 1991 | ф | Танцор                     | Dancer                           | Раджу «Раджа»                      |
| 1991 | ф | Клятва                     | Saugandh                         | Шива                               |
| 1992 | ф | Водопад любви              | Deedar                           | Ананд Малхотра                     |
| 1992 | ф | Неудачное похищение        | Khiladi                          | Радж Малхотра                      |
| 1992 | ф | Мистер Бонд                | Mr. Bond                         | Мистер Бонд                        |
| 1993 | ф | Неугомонный                | Ashaant / Vishnu Vijaya (канн.)  | Виджай                             |
| 1993 | ф | Смерть или жизнь           | Sainik                           | лейтенант Сурадж Датт              |
| 1993 | ф | Заложник любви             | Waqt Haмарa Hai                  | Викас Кумар Сабкучвала             |
| 1993 | ф | Закон                      | Kayda Kanoon                     | инспектор Давуд «Д. Д.» Дурани     |
| 1993 | ф | Сводные братья             | Dil Ki Baazi                     | Виджай                             |
| 1994 | ф | Мы лучше всех              | Hum Hain Bemisaal                | Виджай Синха                       |
| 1994 | ф | Безжалостный               | Zaalim                           | Рави                               |
| 1994 | ф | Zakhmi Dil                 | Джайдев Ананд                    |                                    |
| 1994 | ф | Лжесвидетель               | Nazar Ke Samne                   | Джай Кумар                         |
| 1994 | ф | Неудачное замужество       | Suhaag                           | Радж Синха                         |
| 1994 | ф | Один в один                | Ikke Pe Ikka                     | Раджив                             |
| 1994 | ф | Доброе сердце              | Amaanat                          | Амар                               |
| 1994 | ф | Не пытайся меня переиграть | Main Khiladi Tu Anari            | инспектор полиции Каран Джоглекар  |
| 1994 | ф | Шакал                      | Mohra                            | Амар Саксена                       |
| 1994 | ф | Вместе с братом            | Jai Kishen                       | близнецы Джай Верма и Кишен        |
| 1994 | ф | С любовью не шутят         | Yeh Dillagi                      | Виджай Сайгал                      |
| 1994 | ф | Кровопролитная схватка     | Elaan                            | Вишал Чаудхари                     |
| 1995 | ф | Лучший игрок               | Sabse Bada Khiladi               | инспектор Виджай Кумар / Лаллу     |
| 1995 | ф | Поле битвы                 | Maidan-E-Jung                    | Каран Сингх                        |
| 1995 | ф | Пандавы                    | Paandav                          | инспектор Виджай Кумар             |
| 1996 | ф | Крутые братья              | Sapoot                           | Прем                               |
| 1996 | ф | Король игроков             | Khiladiyon Ka Khiladi            | Акшай Малхотра                     |
| 1996 | ф | Жаркая схватка             | Tu Chor Main Sipahi              | Амар Варма                         |
| 1997 | ф | Плут                       | Aflatoon                         | Рокки / Раджа / Паримал Чаттурведи |
| 1997 | ф | Сумасшедшее сердце         | Dil To Pagal Hai                 | Аджай                              |
| 1997 | ф | Игроки                     | Mr. & Mrs. Khiladi               | Раджа                              |
| 1997 | ф | Правосудие                 | Tarazu                           | инспектор Рам Ядав                 |
| 1997 | ф | Вызов                      | Daava                            | инспектор Арджун                   |
| 1997 | ф |                            | Insaaf: The Final Justice        | инспектор Викрам Сингх —           |
| 1997 | ф | Два цвета крови            | Lahoo Ke Do Rang                 | Сикандер Даваи                     |
| 1998 | ф | Месть сына                 | Barood                           | Джай Шарма                         |
| 1998 | ф | Однажды в Индии            | Angaaray                         | Амар                               |
| 1998 | ф | Цена жизни                 | Keemat: They Are Back            | Дев                                |
| 1999 | ф | Зверь                      | Jaanwar                          | Бадшах / Бапу Лохар                |
| 1999 | ф | Криминальный роман         | Sangharsh                        | профессор Аман Варма               |
| 1999 | ф | Жестокость                 | Zulmi                            | Радж                               |
| 1999 | ф | Классный игрок             | International Khiladi            | Рахул «Деврадж»                    |
| 1999 | ф | Желание                    | Aarzoo                           | Виджай Кханна                      |
| 2000 | ф | Игрок 420                  | Khiladi 420                      | близнецы Дев и Кумар Малхотра      |
| 2000 | ф | Биение сердца              | Dhadkan                          | Рам                                |
| 2000 | ф | Горе-вымогатели            | Hera Pheri                       | Раджу                              |
| 2001 | ф | Коварный незнакомец        | Ajnabee                          | Викрам Баджадж                     |
| 2001 | ф | Узы любви                  | Ek Rishtaa: The Bond of Love     | Аджай Капур                        |
| 2002 | ф | Проклятие                  | Jaani Dushman: Ek Anokhi Kahani  | Атул                               |
| 2002 | ф | У любви нет цены           | Awara Paagal Deewana             | Гуру Гулаб Кхатри                  |
| 2002 | ф | Опасная игра               | Aankhen                          | Вишвас Праджапати                  |
| 2002 | ф | Да… и я люблю тебя         | Haan Maine Bhi Pyaar Kiya        | Радж Малхотра                      |
| 2003 | ф | Любовь над облаками        | Andaaz                           | Радж Малхотра                      |
| 2003 | ф | В поисках возмездия        | Talaash: The Hunt Begins…        | Арджун                             |
| 2004 | ф | Преданность                | Ab Tumhare Hawale Watan Saathiyo | Раджив Сингх                       |
| 2004 | ф | Противостояние             | Aitraaz                          | Радж Малхотра                      |
| 2004 | ф | Убийство                   | Hatya: The Murder                | Рави Р. Лал                        |
| 2004 | ф | Выходи за меня замуж       | Mujhse Shaadi Karogi             | Санни                              |
| 2004 | ф | Моя неповторимая жена      | Meri Biwi Ka Jawab Nahin         | инспектор Аджай                    |
| 2004 | ф | Гордость                   | Aan: Men at Work                 | Хари Ом Патнаик                    |
| 2004 | ф | Полицейская история        | Police Force: An Inside Story    | Виджай Сингх                       |
| 2004 | ф | Долг превыше всего         | Khakee                           | Sr. инспектор Шекхар Верма         |

| Год  |   | Русское название          | Оригинальное название               | Роль                               |
| ---- | - | ------------------------- | ----------------------------------- | ---------------------------------- |
| 2005 | ф | Друзья навсегда           | Dosti: Friends Forever              | Радж Малхотра                      |
| 2005 | ф | Любить и не сдаваться     | Deewane Huye Paagal                 | Рокки Хиранандани                  |
| 2005 | ф | Специи любви              | Garam Masala                        | Мак                                |
| 2005 | ф | Наперегонки со временем   | Waqt: The Race Against Time         | Адитья Тхакур                      |
| 2005 | ф | Неверная                  | Bewafaa                             | Раджа                              |
| 2005 | ф | Людские заботы            | Insan                               | Амджад                             |
| 2006 | ф | В бегах                   | Bhagam Bhag                         | Банти                              |
| 2006 | ф | Моя любимая               | Jaan-E-Mann                         | Агастья Рао                        |
| 2006 | ф | Незадачливые бизнесмены   | Phir Hera Pheri                     | Раджу                              |
| 2006 | ф | Предчувствие любви        | Humko Deewana Kar Gaye              | Адитья Малхотра                    |
| 2006 | ф | Размолвка                 | Mere Jeevan Saathi                  | Викки                              |
| 2006 | ф | Семья: Кровные узы        | Family: Ties of Blood               | Шекхар Бхатия                      |
| 2007 | ф | Добро пожаловать          | Welcome                             | Раджив Саини                       |
| 2007 | ф | Лабиринт                  | Bhool Bhulaiyaa                     | доктор Адитья Шривастав            |
| 2007 | ф | Привет, малышка!          | Heyy Babyy                          | Аруш Мехра                         |
| 2007 | ф | Намасте Лондон            | Namastey London                     | Арджун Баллу Сингх                 |
| 2008 | ф | Джамбо                    | Jumbo                               | Джамбо (озвучка)                   |
| 2008 | ф | Король Сингх              | Singh Is Kinng                      | Хэппи Сингх                        |
| 2008 | ф | Отчаянные                 | Tashan                              | Баччан Пандей                      |
| 2009 | ф | Большой переполох         | De Dana Dan                         | Нитин Банкар                       |
| 2009 | ф | Голубая бездна            | Blue                                | Аарав Малхотра                     |
| 2009 | ф | Невероятная любовь        | Kambakkht Ishq                      | Виджай Шергилл                     |
| 2009 | ф | Фотография 8x10           | 8 x 10 Tasveer                      | близнецы Джай и Джит Пури          |
| 2009 | ф | С Чандни Чоука в Китай    | Chandni Chowk to China              | Сидху / Лиу Шеун                   |
| 2010 | ф | Полный дом                | Housefull                           | Ааруш                              |
| 2010 | ф | Здравствуй, Индия         | Helloo India                        |                                    |
| 2010 | ф | Король обмана             | Tees Maar Khan                      | Табрез Мирза Хан / «Король обмана» |
| 2010 | ф | Снова вместе              | Action Replayy                      | Кишен Чопра                        |
| 2010 | ф | Вот как-то так            | Khatta Meetha                       | Сачин Тичкуле                      |
| 2011 | ф | Настоящие индийские парни | Desi Boyz                           | Джигнеш Патель / Джерри            |
| 2011 | ф | Поездка в Дели            | Chalo Dilli                         | Викрам Сингх Рана                  |
| 2011 | ф | Благодаря тебе            | Спасибо                             | Thank You / Кишан                  |
| 2011 | ф | Дом «Патиала»             | Patiala House                       | Паргхат «Гатту» Сингх Кахлон       |
| 2012 | ф | Игрок 786                 | Khiladi 786                         | Бахатар Сингх                      |
| 2012 | ф | Невероятная история       | OMG: Oh My God!                     | Кришна Васудев Ядав                |
| 2012 | ф | Джокер                    | Joker                               | Агастья                            |
| 2012 | ф | Честь мундира             | Rowdy Rathore                       | Шива / Викрам Сингх Ратхор         |
| 2012 | ф | Полный дом 2              | Housefull 2                         | Джолли № 2 / Санни                 |
| 2013 | ф | Отвергнутый сын / Босс    | Boss                                | Сурьякат Шастри / Босс             |
| 2013 | ф | Дело было в Мумбаи снова  | Once Upon a Time in Mumbai Dobaara! | Шоаиб Хан                          |
| 2013 | ф | Средь бела дня            | Special 26                          | Аджу                               |
| 2014 | ф | Бес в ребро               | The Shaukeens                       | в роли самого себя                 |
| 2014 | ф | Развлечение               | Entertainment                       | Ахил Локханде                      |
| 2014 | ф | Солдат всегда на службе   | Holiday                             | Вираат Бакши                       |
| 2015 | ф | Блистательный Сингх       | Singh Is Bliing                     | Рафтар Сингх                       |
| 2015 | ф | Братья                    | Brothers                            | Дэвид Фернандез                    |
| 2015 | ф | Месть вне закона          | Gabbar is Back                      | Адитья / Габбар                    |
| 2015 | ф | Найти и обезвредить       | Baby                                | Аджай Сингх Ратхор                 |
| 2016 | ф | Рустом                    | Rustom                              | Рустом Паври                       |
| 2016 | ф | Полный дом 3              | Housefull 3                         | Сенди / Сунди                      |
| 2016 | ф | Выстрел                   | Dishoom                             | Самир Гхази (камео)                |
| 2016 | ф | Воздушная перевозка       | Airlift                             | Ранджит Катьял                     |
| 2017 | ф | Проект «Чистая Индия»     | Toilet: Ek Prem Katha               | Кешав                              |
| 2017 | ф | Её звали Шабана           | Naam Shabana                        | Аджай                              |
| 2017 | ф |                           | Jolly LLB 2                         | Джагадмшвар «Джолли» Мишра         |
| 2018 | ф | Пэд Мен                   | Pad Man                             | Лашиикань Чаухан                   |
| 2018 | ф | Робот 2.0                 | 2.0                                 | Пакши Раджан                       |
| 2018 | ф | Золото                    | Gold                                | Тапан Дас                          |
| 2019 | ф | Битва при Сарагахри       | Kesari                              | Хавилдар Ишар Сингх                |
| 2019 | ф | Миссия на Марс            | Mission Mangal                      | Ракеш Дхаван                       |
| 2019 | ф | Хорошие новозди           | Good Newwz                          | Варун Батра                        |
| 2019 | ф | Полный дом 4              | Housefull 4                         | принц Бала Дев Сингх / Гарри       |
| 2020 | ф | Лакшми Бомба              | Laxmmi Bomb                         | Арав / Лакшми                      |

### Играет самого себя
- 2007 — Когда одной жизни мало
- 2004 — Ghar Grihasti
- 2000 — Bollywood im Alpenrausch (ТВ)

### Продюсер
- 2001 — Breakaway — исполнительный продюсер